# Xiurenbagrus
Xiurenbagrus (Сіуженьбагрус) — рід риб родини Товстохвості соми ряду сомоподібні. Має 3 види. Отримав назву на честь Нін Сіуженя, вченого-океанографа Інституту океанографії Ханчжоу.

## Опис
Загальна довжина представників цього роду коливається від 10 до 16,5 см. Голова коротка, сплощена. Очі крихітні або зовсім відсутні. Рот розташовано у нижній частині голови. Є 4 пари вусів, які не досягають краю голови або до заднього кінця грудного плавця. Тулуб масивний, сильно потовщений, особливо в області хвостового стебла. Спинний плавець високий, з короткою основою, має 6-8 гіллястих променів. Жировий плавець невеличкий, низький, розташовано доволі близько до хвостового плавця. Грудні та черевні плавці невеличкі, останні поступаються розмірами переднім. Анальний плавець помірно широкий і довгий. Хвостовий плавець великий, широкий, може бути з маленькою виїмкою або округлий.
Забарвлення світло- та темно-коричневе, сірувате та сіро-рожеве. Грудні, черевні та анальний плавці бліді. Спинний плавець чорного кольору.

## Спосіб життя
Це бентосні та демерсальні риби. Зустрічаються в швидких річках на кам'янистих ґрунтах, один вид — печерних водах. Активні вночі. Ненажерливі хижаки. Живляться дрібними водними безхребетними, зокрема членистоногими.

## Розповсюдження
Є ендеміками Китаю, у басейні річки Чжуцзян.

## Види
- Xiurenbagrus dorsalis
- Xiurenbagrus gigas
- Xiurenbagrus xiurenensis